# La Chaussée, Vienne

La Chaussée este o comună în departamentul Vienne, Franța. În 2009 avea o populație de 169 de locuitori.